# Ectoedemia decentella
Ectoedemia decentella là một loài bướm đêm thuộc họ Nepticulidae. Nó được tìm thấy ở Thuỵ Điển to bán đảo Iberia, Anpơ và Hy Lạp, và từ Đại Anh đến Ukraina.
Sải cánh dài 4,8-8,1 mm. Có hai lứa trưởng thành một năm, con trưởng thành bay in tháng 6 và một lần nữa vào tháng 8.
Ấu trùng ăn Acer monsspessulanum, Acer obtusatum, Acer pseudoplatanus và Acer sempervirens. 